# Luboš Račanský
Luboš Račanský (n. 13 martie 1964, Benešov, Republica Socialistă Cehă, Cehoslovacia) este un trăgător de tir ce a reprezentat Cehoslovacia, medaliat olimpic. A participat la 3 ediții ale Jocurilor Olimpice (1988, 1992, 1996) în care a câștigat o medalie de bronz.